# サヴィオ・ヌセレコ
サヴィオ（Savio）ことサヴィオ・マガラ・ヌセレコ（Savio Magala Nsereko, 1989年7月27日 - ）は、ウガンダ・カンパラ出身のドイツ人サッカー選手。ポジションはフォワード。

## 来歴
TSV1860ミュンヘンの下部組織出身。2009年8月、マヌエル・ダ・コスタとの交換トレードでACFフィオレンティーナへ移籍。2010年1月18日にボローニャFCに共同保有権の買取オプション付でレンタル移籍することが発表された。
2016年3月よりAリーガのFKリエタヴァ・ヨヴァナに加入したが、同年5月18日に双方合意に基づき契約を解除した。

## 人物
左サイドからカットインして右足でのパスやシュートを得意としている。当時のウェストハムの監督であったジャンフランコ・ゾラに「自分に似ている」と言われている。